# Jacona de Plancarte
Jacona de Plancarte – miasto w Meksyku, w stanie Michoacán.